# Aeroporto di Lampedusa

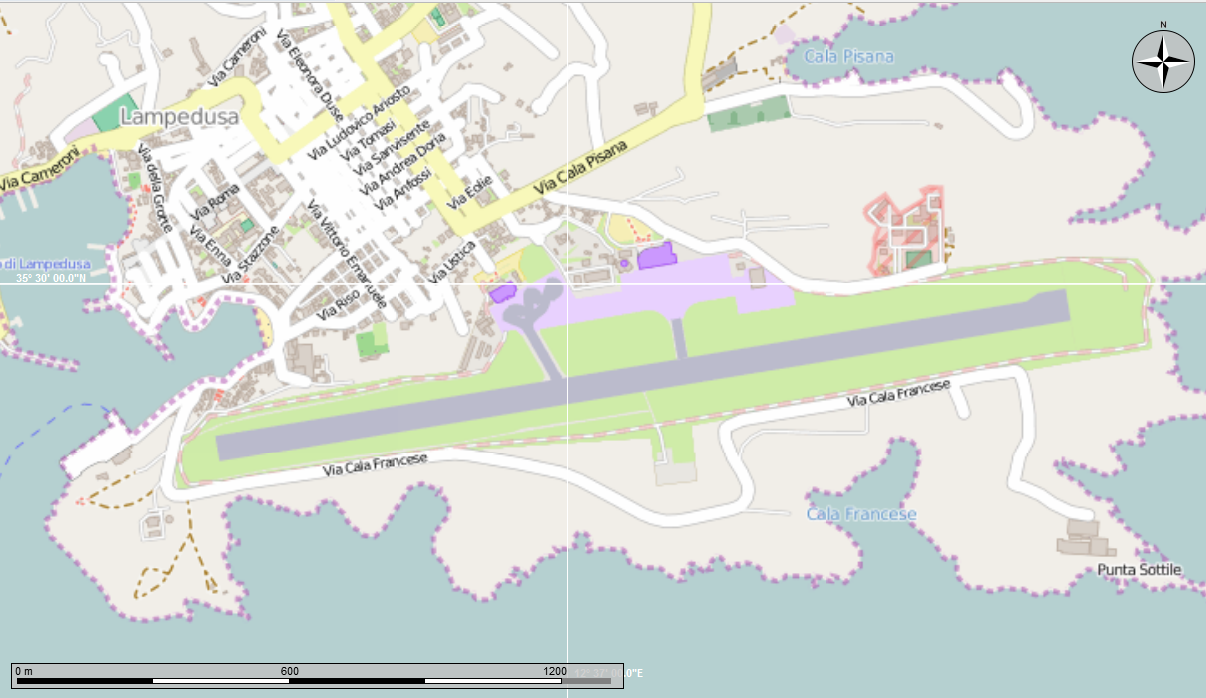
Aeroporto di Lampedusa, mappa Open Streetmap

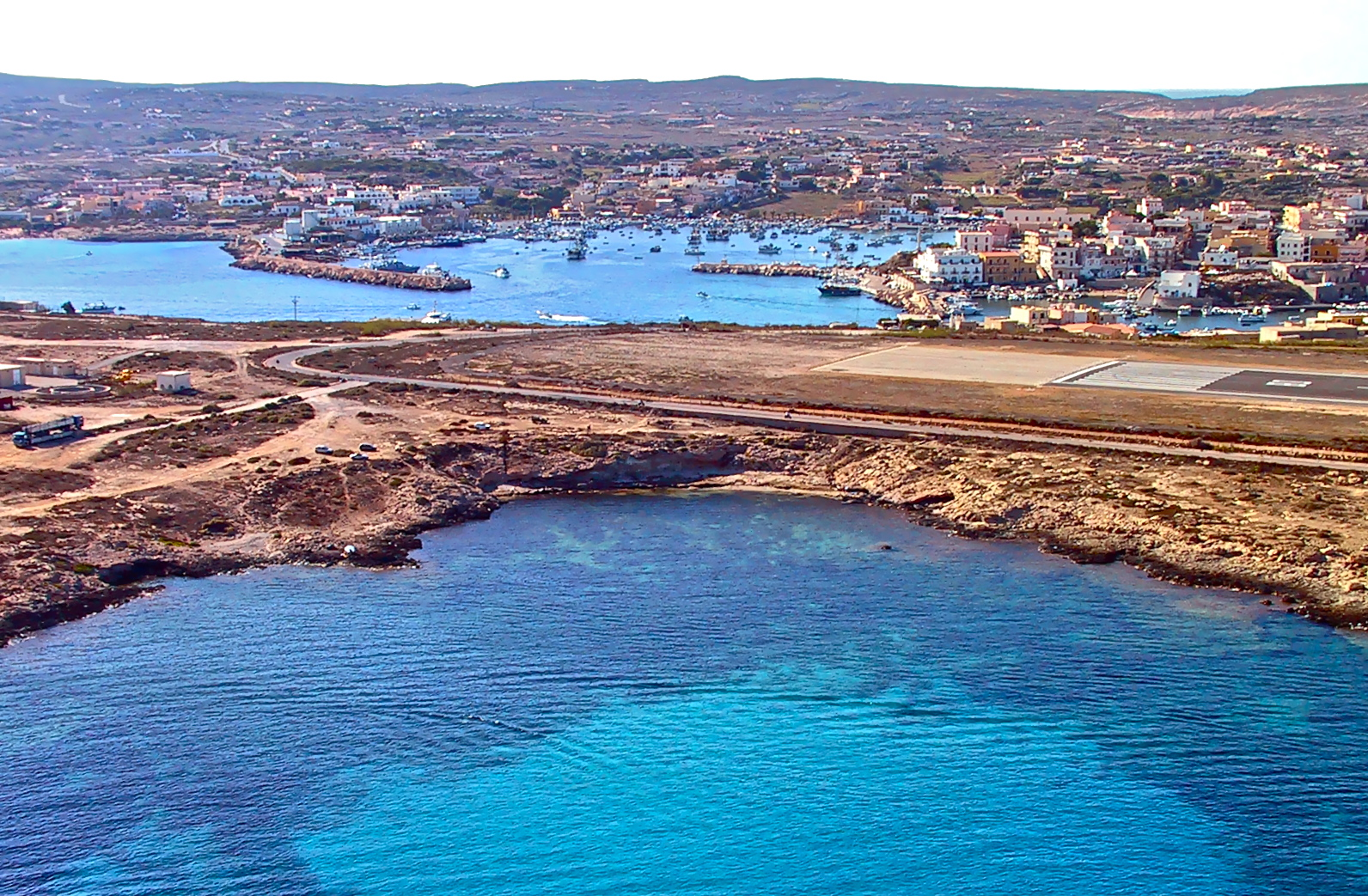
Vista aerea dell'aeroporto

L'aeroporto di Lampedusa (IATA: LMP, ICAO: LICD) è un aeroporto italiano situato nella parte sud orientale dell'isola di Lampedusa, parte del centro abitato del comune omonimo. La struttura è dotata di una pista in asfalto lunga 1 800 m con orientamento RWY 08-26. L'aeroporto è regolato dall'Ente Nazionale per l'Aviazione Civile (ENAC) è gestito dalla AST Aeroservizi SpA ed è aperto al traffico commerciale. L'aeroporto può ospitare aerei di medie dimensioni a corto e medio raggio, come il Boeing 737 e l'Airbus A320.

## Storia
Lampedusa era sede di pista aeroportuale e installazioni a carattere militare dal 1918, con un teleposto telecomunicazioni e una stazione di meteorologia.
Nel 1986 l'Aeronautica Militare ha istituito la 134ª Squadriglia radar (che nel 1998 diveniva remota) e nel 1993 un proprio Distaccamento aeronautico, dipendente dal 37º Stormo, che fornisce anche supporto agli aerei militari in transito presso lo scalo.

### Lo scalo civile
Nel 1968 inizia l'attività con regolari voli civili. Nel 1975 assume la denominazione di Aeroporto Civile Lampedusa.
Il 21 luglio 2012 in presenza del Presidente del Senato Renato Schifani e del presidente dell'ENAC Vito Riggio è stata inaugurata la nuova aerostazione. La nuova struttura di Lampedusa è costata circa 24 milioni di euro, finanziati per i 2/3 (16 milioni) dall'Unione europea.

## Terminal
Il piccolo terminal inaugurato nel 2012 si compone di due livelli. La struttura del terminal ricorda quella di una nave. Al piano terra è presente l'area degli arrivi e delle partenze di circa 1 000 m2, mentre al secondo piano sono collocati degli uffici e delle aree riunioni. Sono presenti 8 banchi check-in e 4 metal detector per i controlli di sicurezza. Nell'area dopo i controlli sono presenti 4 gate per l'imbarco tramite bus o a piedi. Nell'area arrivi vi sono 2 nastri per il ritiro bagagli. Il piazzale per il parcheggio degli aerei può ospitare 6 aerei di cui 5 di classe C (Boeing 737, Airbus A320...) e 1 di classe B (ATR 72).

## Statistiche
Questo grafico non è disponibile a causa di un problema tecnico.
Si prega di non rimuoverlo.
Vedi la query Wikidata di origine.
| Anno | Passeggeri | Movimenti | Variazione pax su anno precedente |
| ---- | ---------- | --------- | --------------------------------- |
| 2021 | 284 950    | 6 952     | 61,7%                             |
| 2020 | 176 181    | 5 264     | 36,4%                             |
| 2019 | 276 972    | 6 088     | 2,6%                              |
| 2018 | 269 873    | 5 831     | 4,3%                              |
| 2017 | 258 808    | 4 974     | 13,7%                             |
| 2016 | 224 313    | 3 663     | 21,4%                             |
| 2015 | 184 803    | 3 903     | 4,0%                              |
| 2014 | 177 747    | 3 704     | 12,6%                             |
| 2013 | 203 389    | 3 830     | 19,4%                             |
| 2012 | 170 274    | 3 216     | 8,2%                              |
| 2011 | 185 503    | 3 880     | 3,5%                              |
| 2010 | 192 306    | 2 837     | 2,3%                              |
| 2009 | 187 952    | 3 738     | 9,9%                              |
| 2008 | 208 567    | 3 326     | 10,5%                             |
| 2007 | 188 708    | 3 381     | 4,0%                              |
| 2006 | 196 604    | 4 315     | 4,5%                              |
| 2005 | 205 903    | 4 606     | 9,3%                              |
| 2004 | 188 445    | 3 850     | Stabile                           |